# Indeks demokracije v Sloveniji
| Polna demokracija 9,01–10 8.01–9 | Demokracija s hibo 7,01–8 6,01–7 | Hibridni režim 5,01–6 4,01–5 | Avtoritarni režim 3,01–4 2,01–3 0–2.00 | ni podatkov |

Indeks demokracije v Sloveniji je prikaz meritev demokratičnosti v Republiki Sloveniji, ki jo od leta 2006 izvaja The Economist. Lestvica prikazuje številsko kategorizacijo med 0 in 10, pri čemer 0 pomeni polno avtoritarnost, 10 pa polno demokracijo. Slovenija v povprečju spada v rang "demokracije s hibo" oz. "Flawed democracy". Stopnja demokratičnosti je po letu 2008 začela padati in iz 7,96 do leta 2017 padla na raven 7,5. Leta 2020 je začela ponovno naraščati.

## Tabela
| Tip vlade                             | 2006 | 2008 | 2010 | 2011 | 2012 | 2013 | 2014 | 2015 | 2016 | 2017 | 2018 | 2019 | 2020 | 2020 |
| ------------------------------------- | ---- | ---- | ---- | ---- | ---- | ---- | ---- | ---- | ---- | ---- | ---- | ---- | ---- | ---- |
| Demokracija s hibo (Flawed democracy) | 7,96 | 7,96 | 7,69 | 7,76 | 7,88 | 7,88 | 7,57 | 7,57 | 7,51 | 7,50 | 7,50 | 7,50 | 7,54 | 7,54 |

### Legenda
| Tip vlade          | Barve | Barve | Točke   | Število držav | Št. držav (%) | Svetovna populacija (%) |
| ------------------ | ----- | ----- | ------- | ------------- | ------------- | ----------------------- |
| Polna demokracija  |       |       | 8,01–10 | 23            | 13.8%         | 8.4%                    |
| Demokracija s hibo |       |       | 6,01–8  | 52            | 31.1%         | 41.0%                   |
| Hibridni režim     |       |       | 4,01–6  | 35            | 21.0%         | 15.0%                   |
| Avtoritarni režim  |       |       | 0–4     | 57            | 34.1%         | 35.6%                   |